# Tren Hospital ALMA
El Tren Hospital para Chicos ALMA, en Argentina,  es un hospital rodante que llega al norte argentino para brindar atención primaria -incluyendo servicios médicos, odontológicos y medicamentos- y educación para la salud, en forma gratuita, a chicos y adolescentes de 0 a 18 años que no cuentan con servicios permanentes de salud. Fue creado en 1980 por el pediatra argentino Martín Jorge Urtasun de la mano de la Fundación Alma, ONG cuyo Consejo de Administración está íntegramente conformado por miembros voluntarios. En el año 2015 el Tren Hospital cumplió su viaje número 200 en junio. 
En 36 años se hicieron 205 viajes a Jujuy, Salta, Tucumán, Chaco, Santa Fe, Santiago del Estero, Catamarca y La Rioja. Se atendieron más de 90.000 chicos. En junio de 2016 se denunció que debido a trabas administrativas el tren-hospital, se hallaba paralizado porque el Ministerio de Transporte, a cargo de Guillermo Dietrich no acondicionaba cuatro vagones.
Cada equipo de profesionales de la salud que se conforma para cada viaje es también integrado por voluntarios. Pediatras, médicos generalistas, odontólogos, radiólogos, trabajadores sociales, enfermeros y bioquímicos se suman desde distintos puntos del país. Un Coordinador de Viaje, voluntario representante de la Fundación, oficia de referente para el nuevo equipo. Cada viaje tiene una duración aproximada de 15 días.

## Trayectoria
Desde hace más de 35 años, este tren hospital pediátrico recorre las vías de trocha estrecha de las provincias de Salta , Jujuy, Chaco, Santa Fe, y Tucumán, visitando las mismas localidades cada año para promover un seguimiento de los pacientes que de otra forma difícilmente cuenten con asistencia médica regular.
El Hospital Alma ha atendido a más de 75.000 niños y a veces también a adultos, pero se derivan los casos más severos a hospitales locales y algunos a la Ciudad de Buenos Aires. Asimismo, se promueve un trabajo en red, articulado con organismos locales y otras ONGs, para una tarea más completa de atención de la salud.

## La Formación
El tren está formado por tres coches que circulan sobre la línea Ferrocarril General Belgrano, el más extenso de la Argentina con casi 11.000 kilómetros de vías, que une el noroeste, noreste y centro argentino con la Ciudad de Buenos Aires finalizando en Retiro Belgrano. El primer coche es el hospital e incluye dos boxes de atención médica pediátrica, un consultorio odontológico, un laboratorio de análisis, una sala de rayos X, 1 sala de enfermería y una recepción de trabajo social. En el segundo coche se alojan los profesionales voluntarios e incluye una sala de estar, un comedor y una antecocina. En el tercero se encuentra la cocina comedor y los camarotes para el equipo voluntario de tareas generales.

## Actualidad
Por el estado actual de las vías y la falta de inversiones en la infraestructura en general, el tren llega a tardar 3 días más que antes, ya que esto todavía sigue generando descarrilamientos, y suma 7 días en recorrer los 1400 kilómetros desde Buenos Aires hasta Salta. Es general el uso del Ramal CC para llegar al noroeste y el Ramal F para llegar al noreste argentino por ser los troncales de mejor estado de tránsito.
La fundación cuenta con la posibilidad de donaciones en línea por particulares para mantener el servicio.